# Ulf Nordwall
Ulf Ivan Nordwall (ur. 12 maja 1903 w Sztokholmie, zm. 15 kwietnia 1971) – szwedzki lekarz.
Uchwałą Prezydium Krajowej Rady Narodowej z 3 listopada 1947 został odznaczony Krzyżem Oficerskim Orderu Odrodzenia Polski za wybitne zasługi położone w dziele budowy sanatorium dziecięcego w Otwocku i aprowizacji sanatoriów przeciwgruźliczych w Polsce.